# Dekanat Kidderminster
Dekanat Kidderminster – jeden z 18 dekanatów rzymskokatolickiej archidiecezji Birmingham w Wielkiej Brytanii. W jego skład wchodzi 7 parafii.

## Lista parafii
| Lp. | Miejscowość   | Parafia                                                                 | Kościół                                                                             | Grafika |
| --- | ------------- | ----------------------------------------------------------------------- | ----------------------------------------------------------------------------------- | ------- |
| 1   | Redditch      | Parafia Najświętszej Maryi Panny z Góry Karmel                          | Kościół Najświętszej Maryi Panny z Góry Karmel w Redditch                           |         |
| 2   | Droitwich     | Parafia Najświętszego Serca Jezusowego i św. Katarzyny Aleksandryjskiej | Kościół Najświętszego Serca Jezusowego i św. Katarzyny Aleksandryjskiej w Droitwich |         |
| 3   | Kidderminster | Parafia św. Ambrożego                                                   | Kościół św. Ambrożego w Kidderminster                                               |         |
| 4   | Studley       | Parafia Najświętszej Maryi Panny                                        | Kościół Najświętszej Maryi Panny w Studley                                          |         |
| 5   | Harvington    | Parafia Najświętszej Maryi Panny                                        | Kościół Najświętszej Maryi Panny w Harvington                                       |         |
| 6   | Bromsgrove    | Parafia św. Piotra                                                      | Kościół św. Piotra w Bromsgrove                                                     |         |
| 7   | Stourport     | Parafia św. Wulstana i św. Tomasza z Canterbury                         | Kościół św. Wulstana i św. Tomasza z Canterbury w Stourport                         |         |